# Hotanhalli, Hangal
Hotanhalli là một làng thuộc tehsil Hangal, huyện Haveri, bang Karnataka, Ấn Độ.